# Benoît Vêtu
Benoît Vêtu (Ieras, 29 d'octubre de 1973) va ser un ciclista francès especialista en la pista. Va guanyar una medalla al Campionat del món de velocitat per equips de 1995.

## Palmarès

### Resultats a laCopa del Món
- 1995
  - 1r a Tòquio, en Quilòmetre
  - 1r a Manchester, en Quilòmetre